# Ясинська Людмила Петрівна
Ясинська Людмила Петрівна (нар. 29 квітня 1949, Київ, УРСР) — радянська і українська режисерка по монтажу. Членкиня Національної спілки кінематографістів України.
Закінчила Київський державний інститут театрального мистецтва ім. І. Карпенка-Карого (1975). 
Працює на Київській національній кіностудії художніх фільмів ім. О. П. Довженка.

## Фільмографія
Брала участь у створенні стрічок:
- «Дивна відпустка» (1980, т/ф)
- «Пора літніх гроз» (1980, т/ф, 2 а)
- «Таємниця, відома всім» (1981, т/ф, 2 с)
- «Повернення Баттерфляй» (1982)
- «Кармелюк» (1985)
- «Ігор Савович» (1986, у співавт.)
- «Руда фея» (1987)
- «Бич Божий» (1988)
- «Погань» (1990)
- «Імітатор» (1990)
- «Охоронець» (1991)
- «Козаки йдуть» (1991)
- «Гра всерйоз» (1992)
- «Таємниця вілли» (1992)
- «Ніч запитань» (1993)
- «Золото партії» (1993)
- «Дорога на Січ» (1994)
- «Афганець-2» (1994)
- «Обережно! Червона ртуть» (1995)
- «Подруга особливого призначення» (2005, т/с) та ін.